# هاینکنبورشتل
هاینکنبورشتل (به آلمانی: Heinkenborstel) یک شهر در آلمان است که در Mittelholstein واقع شده‌است.
 هاینکنبورشتل  ۱۵۵ نفر جمعیت دارد.